# Macaduma picroptila
Macaduma picroptila är en fjärilsart som beskrevs av George Francis Hampson 1914. Macaduma picroptila ingår i släktet Macaduma och familjen björnspinnare. Inga underarter finns listade i Catalogue of Life.